# Вів'єн (Південна Дакота)
Вів'єн (англ. Vivian) — переписна місцевість (CDP) в США, в окрузі Лайман штату Південна Дакота. Населення — 98 осіб (2020).

## Географія
Вів'єн розташований за координатами 43°55′38″ пн. ш. 100°18′4″ зх. д. / 43.92722° пн. ш. 100.30111° зх. д. (43.927267, -100.301123).  За даними Бюро перепису населення США в 2010 році переписна місцевість мала площу 4,48 км², уся площа — суходіл.

## Демографія
Згідно з переписом 2010 року, у переписній місцевості мешкало 119 осіб у 55 домогосподарствах у складі 34 родин. Густота населення становила 27 осіб/км².  Було 63 помешкання (14/км²).
Расовий склад населення:
| - 95,8 % — білих - 0,8 % — корінних американців |

До двох чи більше рас належало 3,4 %. Частка іспаномовних становила 5,9 % від усіх жителів.
За віковим діапазоном населення розподілялося таким чином: 24,4 % — особи молодші 18 років, 52,1 % — особи у віці 18—64 років, 23,5 % — особи у віці 65 років та старші. Медіана віку мешканця становила 48,3 року. На 100 осіб жіночої статі у переписній місцевості припадало 98,3 чоловіків;  на 100 жінок у віці від 18 років та старших — 95,7 чоловіків також старших 18 років.
Середній дохід на одне домашнє господарство  становив 60 135 доларів США (медіана — 60 417), а середній дохід на одну сім'ю — 72 687 доларів (медіана — 80 938). 
Цивільне працевлаштоване населення становило 27 осіб. Основні галузі зайнятості: роздрібна торгівля — 37,0 %, транспорт — 18,5 %, освіта, охорона здоров'я та соціальна допомога — 14,8 %.